# Mansfield Scott
Pour les articles homonymes, voir Scott.
Mansfield Scott, né en 1897 au Massachusetts, et mort en 1950 dans l'État du Maine, est un écrivain américain, auteur de roman policier.

## Biographie
Il amorce des études supérieures à l'université Harvard qu'il abandonne après une année. Pendant l'entre-deux-guerres, il publie quelques romans et plusieurs nouvelles appartenant au genre policier. Il excelle dans les thrillers où se multiplient les récits de poursuite. Son héros le plus connu est le l'inspecteur détective Malcolm Steele. Rideaux rouges (Behind Red Curtains, 1919), le premier roman mettant en scène ce personnage, est adapté au cinéma en 1920 par Henry King sous le titre Une heure avant l'aube (One Hour Before Dawn).
Mansfield Scott cesse d'écrire au début des années 1930. Pendant la Seconde Guerre mondiale, il s'enrôle dans l'armée américaine. 
Il meurt en 1950 dans l'État du Maine.

## Œuvre

### Romans

#### SérieMalcolm Steele
- Behind Red Curtains (1919) Publié en français sous le titre Rideaux rouges, Genève, Jeheber, coll. « Le Livre de l'énigme » no 14, 1933
- The Black Circle (1925) Publié en français sous le titre Le Cercle noir, Paris, Librairie des Champs-Élysées, coll. « Le Masque » no 85, 1931
- The Spider's Web (1929)

#### SérieDizzy Mc Arthur
- The Sportman-Detective (1928)

#### Autres romans
- The Phantom Passenger (1927) Publié en français sous le titre Le Passager fantôme, Paris, Éditions de France, coll. « À ne pas lire la nuit » no 6, 1932

### Nouvelles

#### SérieMalcolm Steele
- The Pillsbury Touchtones (1924)
- One Trick Too Many (1924)
- The Stolen Formula (1924)
- Horror of the Crags (1924)
- Footprints of Guilt (1925), nouvelle signée Melville Hume
- Shadow of a Shade (1925)
- Solved From Afar (1925)
- At Long Range (1925)
- Five Steps to Doom (1925)
- The Town Without a Law (1925)
- In the Sound (1925)
- Dissolved with Death (1925)
- In the Murder Room (1926)
- Spider's Tavern (1926)
- At the Eleventh Hour (1927)
- Defender of the Law (1927), le personnage de Dizzy McArthur fait sa première apparition dans cette nouvelle
- Death Dealers (1928)

#### SérieDizzy McArthur
- Knockout Smoke (1928)
- Sudden Death (1928)
- The Red Inn (1928)

#### Autres nouvelles
- Escape ! (1925)
- Betrayed by Wire (1925)
- Absconded (1925)
- On the Night Run (1926)
- With Intend to Kill (1927)
- Secret Agents (1928)
- False Witness (1929)
- The Shadow of the Chair (1930)

## Adaptation cinématographique
- 1920 : Une heure avant l'aube (One Hour Before Dawn), film muet américain réalisé par Henry King, d'après le roman Rideaux rouges (Behind Red Curtains), avec Wilton Taylor dans le rôle de l'inspecteur Steele, H. B. Warner et Anna Q. Nilsson

## Source
- Jacques Baudou et Jean-Jacques Schleret, Le Vrai Visage du Masque, vol. 1, Paris, Futuropolis, 1984, 476 p. (OCLC 311506692), p. 397-398.